# Парад русалок
Парад русалок на Коні-Айленді (англ. Coney Island Mermaid Parade) — це мистецький парад, який щороку проводиться на Коні-Айленді, Бруклін, штат Нью-Йорк. Захід, найбільший мистецький парад у США, проводиться щороку в червні та відзначає настання літнього сезону. Створений та вироблений некомерційною організацією мистецтв Коні-Айленд США, 37-й щорічний парад відбувся 22 червня 2019 року.

## Опис

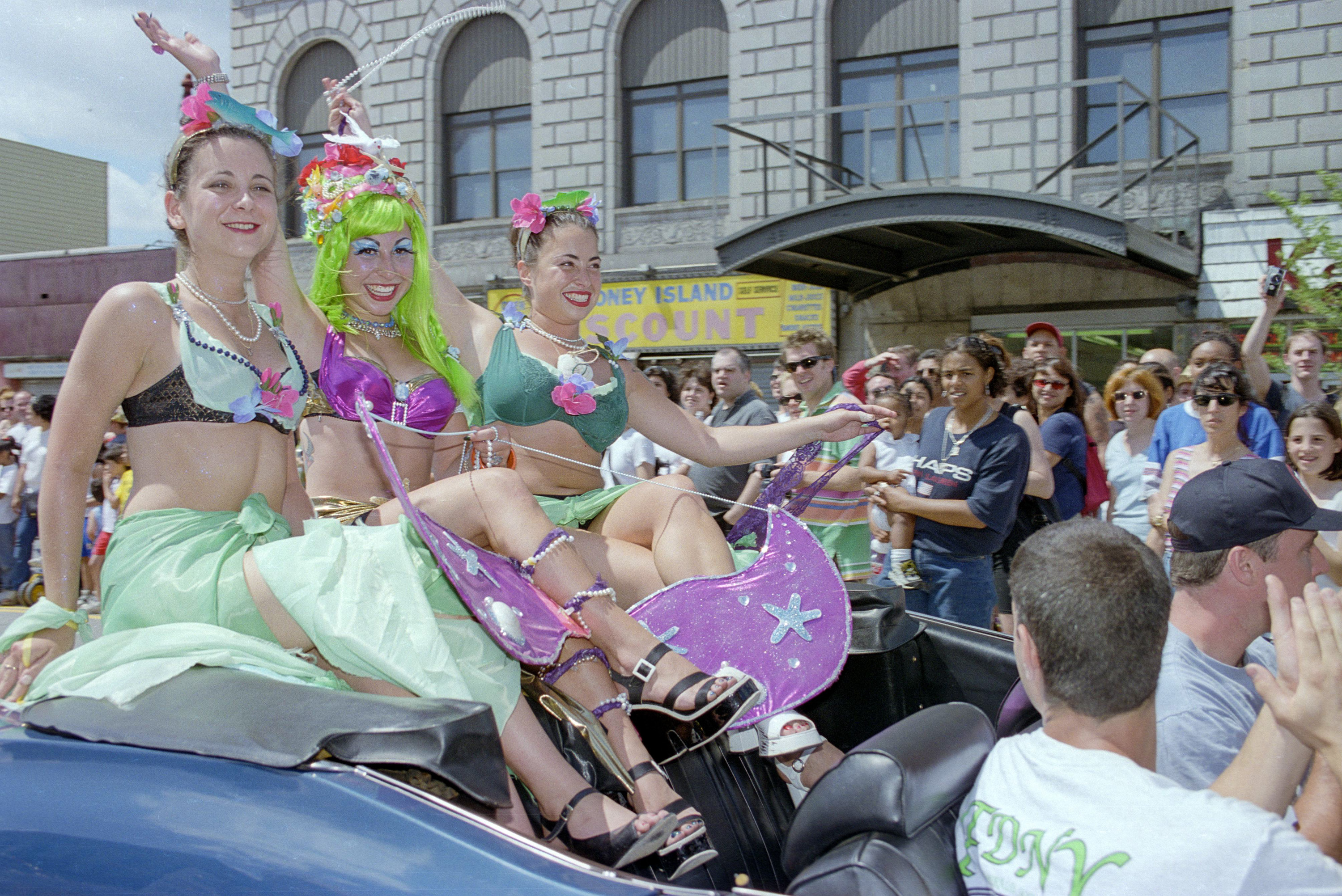
Парад 1998 р.

Парад Русалок традиційно відбувається в суботу, найближчу до літнього сонцестояння, 21 червня, незалежно від погоди. Його намір — відсвяткувати самовираження, підняти гордість за Коні-Айленд та надати нью-йоркським художникам місце для демонстрації своїх творів мистецтва. Не існує етнічних, релігійних чи комерційних цілей.
Парад віддає данину пошанам Марді Гра на Коні-Айленд початку 20 століття. У цю епоху Коні-Айленд був основним місцем розваг для мешканців столичного району Нью-Йорка. Як і щорічний парад на Хелловін у селі, Парад Русалок викликає художній дух Марді Гра.
Захід, як правило, залучає близько 3000 учасників та сотні тисяч глядачів з усіх п'яти районів Нью-Йорка. Деякі глядачі їдуть на пляж Коні-Айленд, щоб уникнути спеки, яка часто трапляється на початку літа.

## Історія
Традиція розпочалася в 1983 році, коли перший захід подібного роду був осмислений та організований Діком Зігуном, якого іноді називають «мером Коні-Айленда» і який був засновником некомерційної організації мистецтв Коні-Айленд США.
Парад 22 червня 2013 року майже був скасований через брак грошей та ресурсів після одужання від урагану «Сенді» . Його вдалося врятувати завдяки успішній кампанії Kickstarter, яка зібрала 117 000 доларів, що перевищує ціль у 100 000 доларів.

## Теми
Парад Русалок відомий морськими костюмами, іноді частковою наготою. У параді є розділи для транспортних засобів усіх видів, для поплавків, для груп та для приватних осіб. Організатори параду заявляють, що заохочують хабарництво, щоб учасники мали більше шансів перемогти в різних конкурсах костюмів, які також є частиною розваги дня.
Щороку на цьому параді присутній король Нептун та королева Русалка.
| Річниця | Рік  | Король Нептун                 | Королева Русалка       |
| ------- | ---- | ----------------------------- | ---------------------- |
| 1       | 1983 | Аль Моттола                   | Елісон Горді           |
| 2       | 1984 | Джо Франклін                  | Жанна Беккер           |
| 3       | 1985 | Ден Лурі                      | Сандра Франкель        |
| 4       | 1986 | Джон Бредшоу                  | Ноні                   |
| 5       | 1987 | Генрі Стерн                   | Барбара Вальц          |
| 6       | 1988 | Майкл Вілсон                  | Фібі Леджер            |
| 7       | 1989 | Девід Смоллс                  | Елана Ігуана           |
| 8       | 1990 | Mr. Fashion                   | Венді Вайлд            |
| 9       | 1991 | Ель-Вез                       | Лінда Баррі            |
| 10      | 1992 | Річард Іган                   | Дейзі Іган             |
| 11      | 1993 | -                             | Карен Даффі            |
| 12      | 1994 | Хосе Гутьєррес                | Розмарі Ді П'єтра      |
| 13      | 1995 | Спіро Пулос                   | Shut-Up Shelly         |
| 14      | 1996 | Фред Кел                      | Ківа Кел               |
| 15      | 1997 | Рон Кубі                      | Дженніфер Міллер       |
| 16      | 1998 | Девід Берн                    | The World Famous *BOB* |
| 17      | 1999 | Кертіс Сліва                  | Квін Латіфа            |
| 18      | 2000 | Rabbi Abraham Abraham         | Катя Каль              |
| 19      | 2001 | Гектор Камачо-молодший        | Кембра Пфалер          |
| 20      | 2002 | Марті Марковіц                | Тоні Сенекал           |
| 21      | 2003 | Білл Еванс                    | Кейт Дайн              |
| 22      | 2004 | Moby                          | Тео Коган              |
| 23      | 2005 | Девід Йохансен                | Кармен Гай             |
| 24      | 2006 | Абель Феррара                 | Русалка Бембі          |
| 25      | 2007 | Адам Севідж                   | Патті Д'Арбанвіль      |
| 26      | 2008 | Преподобний Біллі Тален       | Савітрі Дуркі          |
| 27      | 2009 | Гарві Кейтель                 | Дафна Кастнер          |
| 28      | 2010 | Лу Рід                        | Лорі Андерсон          |
| 29      | 2011 | Адам Річман                   | Кіт Грінліф            |
| 30      | 2012 | Джекі «The Joke Man» Мартлінг | Аннабелла Скіорра      |
| 31      | 2013 | Джуда Фрідлендер              | Керол Радзівіл         |
| 32      | 2014 | Білл де Блазіо                | К'яра де Блазіо        |
| 33      | 2015 | Мет Фрейзер                   | Джулі Атлас Муз        |
| 34      | 2016 | Карло А. Скісора              | Гейлі Клосон           |
| 35      | 2017 | Кріс Штейн                    | Деббі Гаррі            |
| 36      | 2018 | Ніл Ґейман                    | Аманда Палмер          |
| 37      | 2019 | Арло Гатрі                    | Нора Гатрі             |

## Галерея
|               |
| Парад 1998 р. |

|               |
| Парад 2004 р. |

|               |
| Парад 2006 р. |

|               |
| Парад 2007 р. |

|               |
| Парад 2008 р. |

|               |
| Парад 2009 р. |

|               |
| Парад 2010 р. |

|               |
| Парад 2011 р. |

|               |
| Парад 2014 р. |

|               |
| Парад 2018 р. |